# (37669) 1994 TH1
1994 تي إتش 1 (ويعرف أيضًا باسم (37669) 1994 تي إتش 1 وفق تسمية الكوكب الصغير) (بالإنجليزية: 1994 TH1)‏ هو كويكب ضمن حزام الكويكبات؛ وترتيبه 37669 من حيث الاكتشاف.
اكتُشف هذا الجُرم الفلكي بواسطة Kin Endate ‏ في 2 أكتوبر 1994.

## وصلات خارجية
- (37669) 1994 TH1 في قاعدة بيانات مختبر الدفع النفاث لأجرام النظام الشمسي الصغيرة

- الاكتشاف · مخطط المدار ·  العناصر المدارية · المعلمات المادية

- (37669) 1994 TH1 على موقع ويكي سكاي: DSS2, SDSS, GALEX, IRAS, Hydrogen α, X-Ray, Astrophoto, Sky Map, Articles and images